# Giovanni Domenico Campiglia

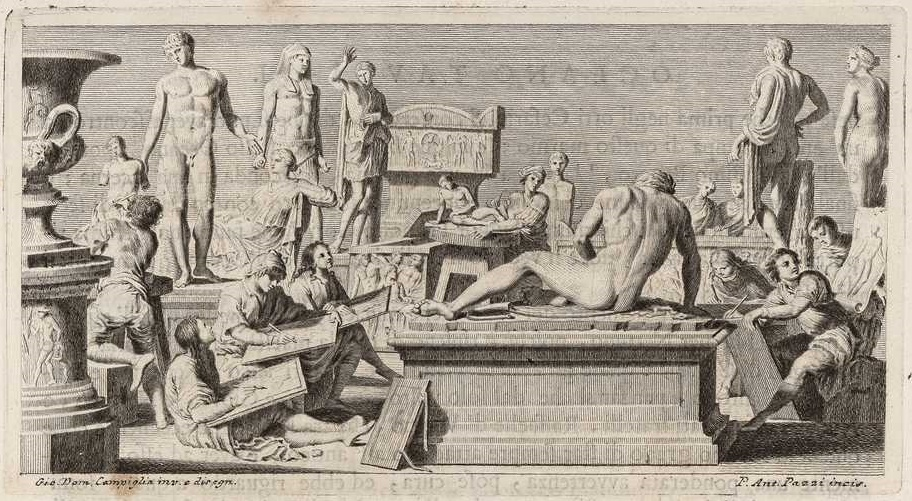
Estudiantes haciendo dibujos y modelos a partir de vaciados de estatuas de la colección Capitolina. Grabado de Pietro Antonio Pazzi por dibujo de Giovanni Domenico Campiglia, ilustración de Giovanni Gaetano Bottari, Del Museo Capitolino tomo terzo, Roma, Niccolò e Marco Pagliarini, 1755.

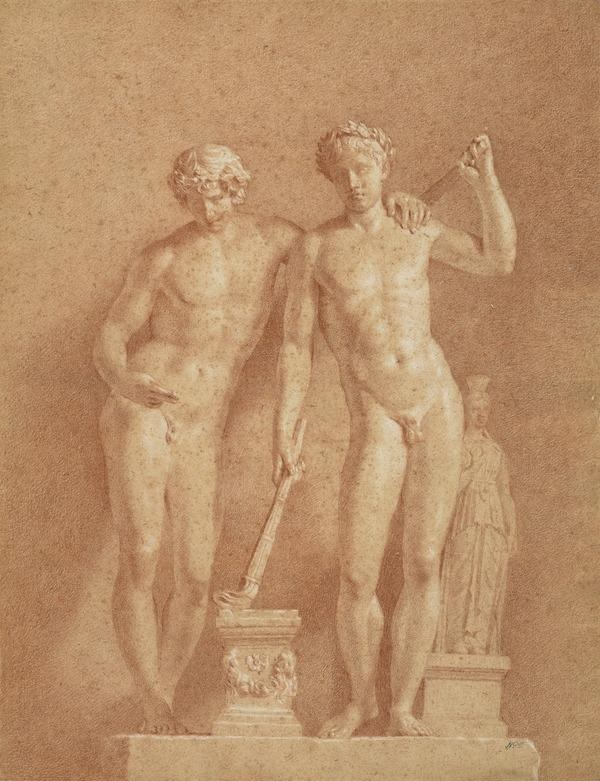
Giovanni Domenico Campiglia. Dibujo a tiza roja sobre papel del grupo helenístico ahora llamado en el Museo del Prado Orestes y Pílades o Grupo de San Ildefonso. National Galleries of Scotland.

Giovanni Domenico Campiglia (Lucca, 1692-Roma, 4 de septiembre de 1775) fue un dibujante, pintor y grabador italiano.

## Biografía
Nacido en Lucca, se formó en Florencia con un tío, escultor en madera, que le hizo estudiar dibujo anatómico con el pintor Tommaso Redi y dibujo arquitectónico con el quadraturista Lorenzo del Moro, estudios que constituirán la base de su habilidad como dibujante. Tras una temporada en Bolonia, protegido por el conde Paolo Zambeccari, en la que se dedicó a copiar obras de los Carracci y de Guido Reni, regresó a Florencia, donde consta que hizo buen número de pinturas al óleo para particulares y retratos, de lo que solo se habría conservado un San Nicolás de Bari en la iglesia de San Giovannino degli Scolopi, un autorretrato en los Uffizi y la copia de un retrato de Rubens en la Galleria Corsini de Florencia.
Más que por su pintura al óleo Campiglia fue valorado por sus dibujos de retratos, vistas urbanas y, en particular, de esculturas de la antigüedad, para ser  grabados por otros artistas, actividad en la que estuvo ocupado primero en Florencia, trabajando en la ilustración de las obras de Anton Francesco Gori, y a partir de 1734 en Roma, a donde llegó invitado por el papa Clemente XII, aunque ya con anterioridad había pasado algún tiempo en la ciudad y ganado en 1716 un primer premio de pintura en la Academia de San Lucas. El primer dibujo para la estampa que se le conoce, con todo, es una modesta viñeta firmada como grabador por Petrus Massini colocada al frente de la segunda parte de Primatus Hispaniarum vindicatus, que es una defensa del primado toledano frente a las pretensiones de la diócesis de Sevilla, publicada en Roma en 1729. Mucha mayor celebridad le darán los dibujos para los grabados del Museum Florentinum, con comentarios de Anton Francesco Gori. A él le corresponden los dibujos de las gemas y otras piezas arqueológicas del tesoro mediceo y las numerosas viñetas que ilustran los dos primeros volúmenes (Gemmae antiquae ex thesauro mediceo et priuatorum dactyliothecis Florentiae exhibentes tabulis c. immagines virorum illustrium et deorum, Florencia, 1731-1732), así como los dibujos del tercero, dedicado a las estatuas (1734). También son suyos buena parte de los dibujos hechos a partir de los autorretratos de los pintores, reales o supuestos, conservados en los Uffizi, entre ellos los de Leonardo da Vinci, Tiziano, Rafael Sanzio o Baccio Bandinelli, reunidos en Ritratti de'più celebri Pittori dipinti di propia mano esistenti nell'Imperial Galleria di Firenze (Florencia, 1748), obra complementaria o segunda parte del Museum Florentinum.
En Roma, nombrado en 1738 superintendente de la Calcografía Cameral por Clemente XII, proporcionó los dibujos para las ilustraciones del Nuovo Teatro delle fabbriche et edifici fatte fare in Roma e fuori di Roma dalla Santità di N. S. Papa Clemente XII, dedicado a los monumentos creados por el papa Corsini (Roma, 1739), y, desde 1734, fecha de su creación, trabajó en los dibujos de las estatuas y retratos de gobernantes, filósofos, literatos y otras figuras de la antigüedad conservados en los Museos Capitolinos, empleados en las ilustraciones de los Musei Capitolini con comentarios de Giovanni Gaetano Bottari, obra publicada en tres volúmenes (Roma, 1750, tomos I y II, dedicados a los retratos, y 1755 tomo III, dedicado a las estatuas). El interés de estos dibujos, y la importancia que en el aprendizaje de la pintura y la escultura se concedía al estudio de las esculturas de la antigüedad, queda bien ilustrado en la viñeta que encabeza el tomo tercero de esta obra, en la que Campiglia retrató a un grupo de jóvenes estudiantes entre estatuas antiguas o sus vaciados y alrededor del Gladiador moribundo, para dibujarlo desde todos los ángulos. Pero además de piezas de estudio y material para ser grabado, sus dibujos cuidadosamente acabados fueron también objeto de colección, muy apreciados por los viajeros británicos que los adquirían en su Grand Tour.